# Doubravy
Doubravy (en allemand : Dubraw) est une commune du district et de la région de Zlín, en Tchéquie. Sa population s'élevait à 582 habitants en 2020.

## Géographie
Doubravy se trouve à 10 km au sud de Zlín, à 78 km à l'est de Brno et à 256 km au sud-est de Prague.
La commune est limitée par Březnice au nord, par Březůvky à l'est, par Hřivínův Újezd et Velký Ořechov au sud, et par Zlámanec et Bohuslavice u Zlína à l'ouest.

## Histoire
La première mention écrite du village date de 1406.

## Transports
Par la route, Doubravy se trouve à 12 km de Zlín, à 94 km de Brno et à 306 km de Prague.